# Ceratina vechti
Ceratina vechti là một loài Hymenoptera trong họ Apidae. Loài này được Baker mô tả khoa học năm 1997.